# 키스 미 파이브
키스 미 파이브(태국어: คิส มี ไฟฟ์, 영어: Kiss Me Five)는 태국의 걸 그룹이다.